# Шумаков, Борис Аполлонович
Борис Аполлонович Шумаков (25 сентября 1889, Льгов, Курская губерния — 6 января 1979, Новочеркасск, Ростовская область) — советский учёный-мелиоратор, основатель научной школы мелиорации, Герой Социалистического Труда.

## Биография
Родился 25 сентября 1889 года в городе Льгов Курской губернии. Отец был судебным исполнителем, мать — домашней учитильницей.
Окончил трёхлетнюю подготовительную школу, в 1907 году — Курское реальное училище. В том же году поступил в Донской политехнический институт на специальнось «сельскохозяйственная мелиорация». Во время учёбы в институте проявил большие способности к научно-исследовательской работе в области мелиорации. Во время каникул работал на орошаемых землях в Области войска Донского, посещал Австрию и Германию для ознакомления с опытно-мелиоративными станциями. В 1913—1914 годах вместе с учёным-мелиоратором П. А. Витте создавал Тингутинский опытно-мелиоративный участок в Астраханской губернии. Здесь были заложены научные основы режима орошения сельскохозяйственных культур. Окончил институт в 1914 году, получив первую премию за дипломный проект.
Во время Первой Мировой войны, в декабре 1914 года, добровольцем ушёл на фронт. В ноябре 1915 года за боевые заслуги был произведён в прапорщики инженерных войск, награждён двумя Георгиевскими крестами и назначен младшим офицером, а позднее — помощником корпусного инженера.
В 1917 году вернулся к своей основной профессии. Вначале был специалистом по мелиорации Департамента земледелия Министерства земледелия, затем работал в Народном комиссариате земледелия. В разное время был инженером гидротехнического отделения земельных улучшений, начальником третьей Поволжской изыскательной партии, заведующим Валуйской опытно-оросительной станции. В 1921—1932 годах был одновременно профессором Донского института сельскохозяйственной мелиорации и по совместительству директором Северо-Кавказской опытно-мелиоративной станции (Персиановка), главный инженер Крайводхоза (Ростов-на-Дону).
Был одним из организаторов Новочеркасского инженерно-мелиоративного института, создателем и бессменным руководителем старейшей в институте кафедры сельскохозяйственной мелиорации. 13 мая 1939 года решением научного Совета Московского гидромелиоративного института ему присуждена ученая степень доктора технических наук без защиты диссертации. Имя Б. А. Шумакова неразрывно связано с формированием и становлением отечественной мелиорации. Он основоположник и идейный вдохновитель Новочеркасской научной мелиоративной школы, которая под его руководством внесла огромный вклад в развитие мелиорации в нашей стране, и в первую очередь на Северном Кавказе. Принимал деятельное участие в разработке проекта и руководстве скоростным народным строительством Невинномысского канала. Был генеральным консультантом проектов крупнейших водохозяйственных комплексов: Кубанские, Ставропольские, Терско-Кумская и Кумо-Манычская обводнительно-оросительные системы. Предложил новый способ полива по бороздам-щелям, облегчающий труд поливальшика и вдвое повышающий производительность труда на поливах. Для применения в безводных районах Заволжья и Западного Прикаспия им разработана эффективная система лиманного орошения с использованием не только местного стока, но и вод рек Волги и Терека с подачей их по каналам и распределением по ярусам мелкого затопления.
Шумаков — пионер рисосеяния на Северном Кавказе. Под его руководством были проведены первые опытные посевы риса и начато строительство крупных рисовых оросительных систем на Кубани, организована Кубанская опытно-мелиоративная станция. Большое внимание уделял разработке приемов возделывания риса при периодических поливах. Им выведены новые перспективные сорта риса — «Волго-Донской», «Белый СКОМС» и «Бурый СКОМС». Указом Президиума Верховного Совета СССР от 6 октября 1969 года за большие заслуги в развитии науки в области мелиорации, многолетнюю педагогическую деятельность по подготовке специалистов сельского хозяйства и в связи с восьмидесятилетием со дня рождения Шумакову Борису Аполлоновичу присвоено звание Героя Социалистического Труда с вручением ордена Ленина и золотой медали «Серп и Молот».
Автор около 200 научных трудов, в том числе 29 книг и брошюр, из них 7 монографий. Ряд трудов опубликован за рубежом.
Жил и работал в городе Новочеркасск Ростовской области. Сын — академик РАСХН Б. Б. Шумаков (1933—1997).
Умер 6 января 1979 года.

## Награды и звания
- Награждён двумя орденами Ленина (1966, 1969), орденом Трудового Красного Знамени (1957), тремя орденами «Знак Почета» (1949, 1952, 1961), медалями СССР; а также малой золотой медалью ВСХВ (1958) и золотой медалью имени Академика А. Н. Костякова (1974).
- Заслуженный деятель науки и техники РСФСР (1960).
- Член-корреспондент ВАСХНИЛ (1956), действительный член (1964).

## Память
- Мемориальные доски в честь Б. А. Шумакова установлены на зданиях Новочеркасской государственной мелиоративной академии и Южного научно-исследовательского института гидрологии и мелиорации.
- Именем Бориса Аполлоновича Шумакова названа улица в городе Новочеркасске, на которой он жил.
- В Новочеркасской государственной мелиоративной академии проводятся «Шумаковские чтения».[1]